# Pavla Foglová
Pavla Foglová (ur. 18 sierpnia 1964 w Ostrawie) – czeska tłumaczka literatury polskiej.

## Życiorys
Pavla Pužová ukończyła Liceum Ekonomiczne w Ostrawie. Zaczęła studia matematyczne na Uniwersytecie w Ołomuńcu, ale ich nie ukończyła. W latach 80. XX wieku współpracowała z podziemnym czasopismem wydawanym w Ołomuńcu „Ječmínek”. Publikowała tam własne wiersze oraz tłumaczenia z języka polskiego. W 1995 ukończyła filologię czeską i polską na Wydziale Filozoficznym Uniwersytetu Karola. Po ukończeniu studiów pracowała jako tłumaczka języka polskiego i dziennikarka. Współpracowała z radiem i czasopismami takim jak: „Lidové Noviny” i „Mladá fronta Dnes”. W latach 2008–2012 kierowała Czeskim Centrum w Warszawie. Tłumaczyła na czeski utwory Sławomira Mrożka, Adama Michnika czy Hanny Krall, a fragmenty twórczości Gustawa Herling-Grudzińskiego, Leszka Kołakowskiego, Tadeusza Konwickiego czy Edwarda Stachury publikowała w czeskich czasopismach.
Od kwietnia 2013 do kwietnia 2014 roku pełniła funkcję dyrektora Instytutu Badań nad Reżimami Totalitarnymi. W kwietniu 2014 zastąpił ją Zdeněk Hazdra.

## Tłumaczenia (wybór)
- Hanna Krall Stihnout to před Pánem Bohem (Zdążyć przed Panem Bogiem) Ostrawa, Lidové Noviny 1999[6]
- Hanna Krall Tanec na cizí veselce (Taniec na cudzym weselu) Praga: Lidové Noviny 2001[7]
- Hanna Krall Dukazy pro… (Dowody na istnienie) Praga: Misgurnus 2011[7]
- Sławomir Mrożek Ten, který padá (Ten który spada) Praga: Aurora 1997[3]